# El elegido (serie de televisión)
The Chosen One (en portugués: O Escolhido, en español, El Elegido) es una serie de televisión brasileña de suspenso y drama basada en la serie mexicana Niño Santo. Producida por Netflix en asociación con Mixer Films, la serie fue escrita por Raphael Draccon y Carolina Munhóz. La primera temporada, que consta de seis episodios, se estrenó en todo el mundo el 28 de junio de 2019.

## Premisa
The Chosen One sigue a tres médicos jóvenes que viajan a una aldea en el Pantanal para vacunar a sus residentes contra una nueva mutación del virus Zika. Terminan atrapados en esta comunidad llena de secretos y cuyos residentes son devotos de un líder misterioso, que tiene el don de curar enfermedades de una manera sobrenatural.

## Reparto y personajes
- Paloma Bernardi como Lúcia Santeiro
- Renan Tenca como "El Elegido"
- Pedro Caetano como Damião Almeida
- Gutto Szuster como Enzo Vergani
- Mariano Mattos Martins como Mateus
- Alli Willow como Angelina
- Atún Dwek Como Zulmira
- Kiko Vianello como el Dr. Lorenzo
- Francisco Gaspar como Silvino
- Aury Porto como Vicente
- Lourinelson Vladmir como Santiago

## Producción

### Desarrollo
La serie fue anunciada oficialmente el 20 de julio de 2018. Netflix reveló que la producción estaría inspirada en la serie mexicana Ninõ Santo, creada por Pedro Peirano y Mauricio Katz y basada en la idea original de Pablo Cruz. La versión brasileña fue adaptada por la pareja de escritores Raphael Draccon y Carolina Munhóz.

### Filmación
La producción principal de la primera temporada comenzó el 22 de septiembre de 2018 en la ciudad de Porto Nacional, Tocantins . El 9 de octubre de 2018, la producción se trasladó a Natividade, con algunas escenas planeadas para rodar en algunos de los principales sitios turísticos de la ciudad.

## Lanzamiento

### Marketing
El 17 de mayo de 2019, se lanzó el tráiler de la serie.